# Liste der Baudenkmäler in Wiesentheid
Auf dieser Seite sind die Baudenkmäler in dem unterfränkischen Markt Wiesentheid zusammengestellt. Diese Tabelle ist eine Teilliste der Liste der Baudenkmäler in Bayern. Grundlage ist die Bayerische Denkmalliste, die auf Basis des Bayerischen Denkmalschutzgesetzes vom 1. Oktober 1973 erstmals erstellt wurde und seither durch das Bayerische Landesamt für Denkmalpflege geführt wird. Die folgenden Angaben ersetzen nicht die rechtsverbindliche Auskunft der Denkmalschutzbehörde.
 Diese Liste gibt den Fortschreibungsstand vom 24. April 2020 wieder und enthält 85 Baudenkmäler.

## Ensembles

### Ensemble Schloss Wiesentheid

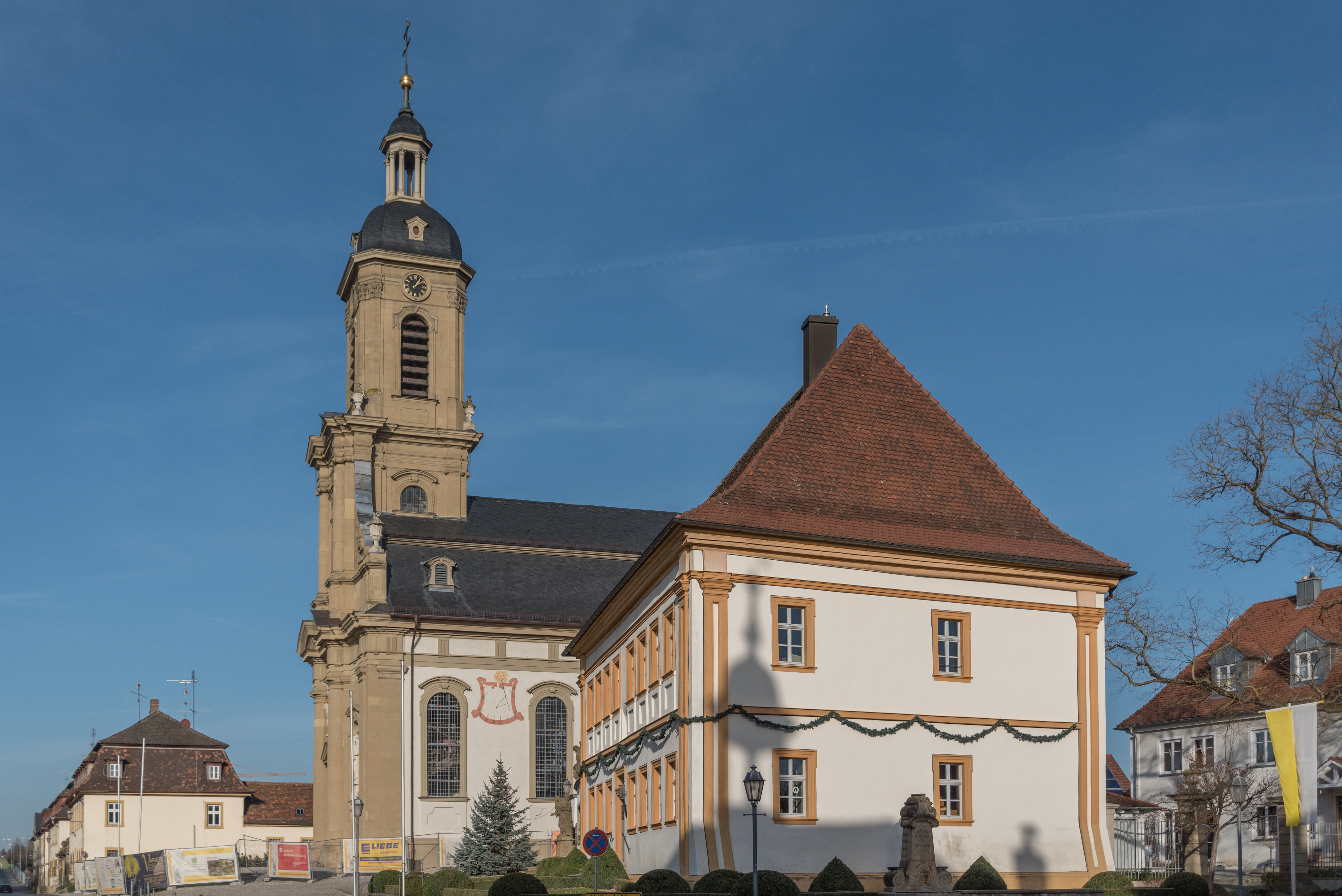
Östlicher Teil des Schlossplatzes

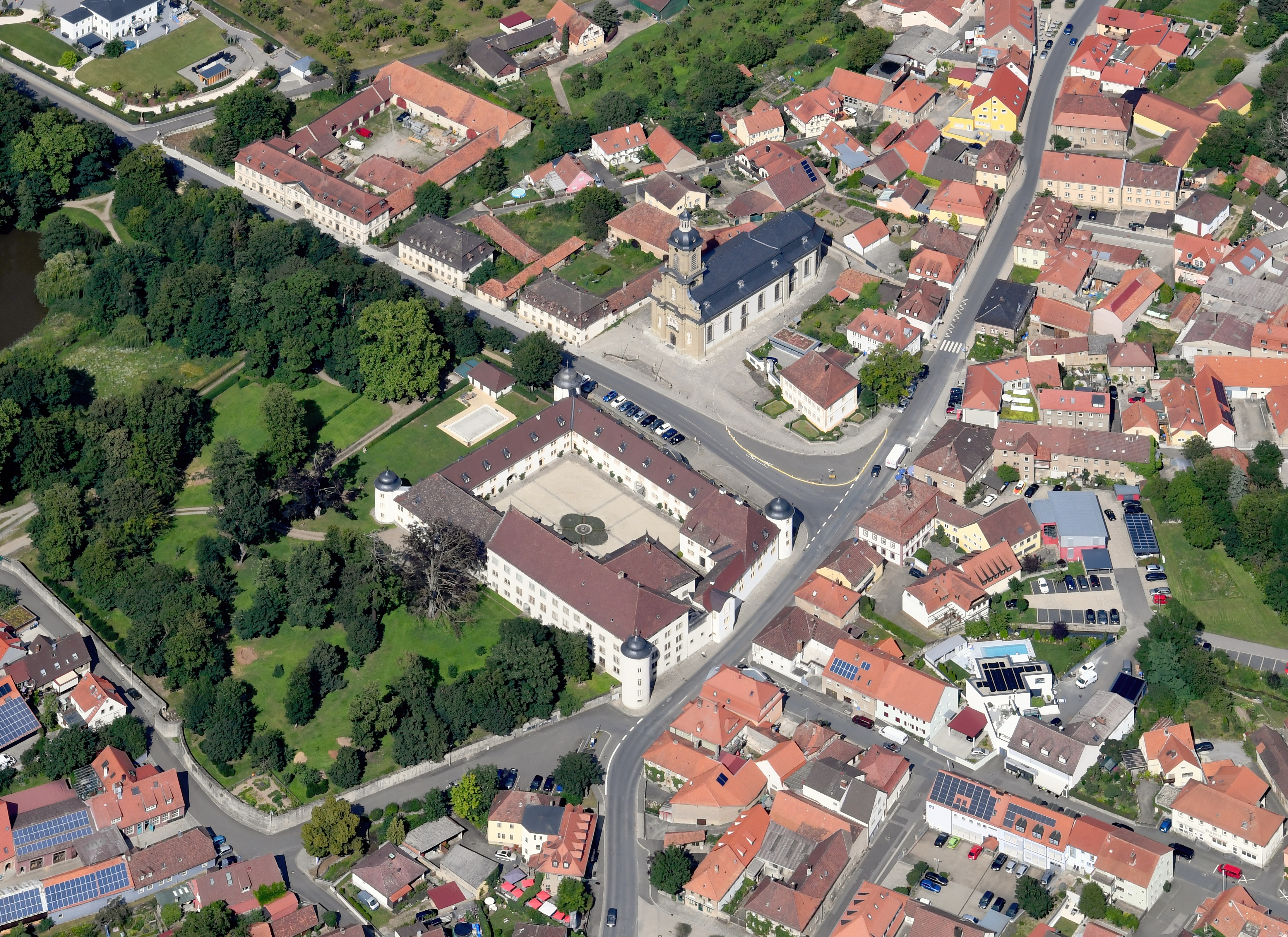
Luftbild des Zentrums von Wiesentheid

Die Bedeutung Wiesentheids hängt aufs engste mit der Geschichte der Familie Schönborn zusammen, vor allem als die Grafen Schönborn den 18. Sitz auf der fränkischen Grafenbank des Reichstags im letzten Jahrhundert des Alten Reiches einnahmen. Der barocke Schlossbau Wiesentheid war somit Residenz und Regierungssitz eines unmittelbar Kaiser und Reich unterworfenen hochgräflichen Territoriums. Der Ort Wiesentheid hatte sich im Anschluss an den alten Adelssitz gebildet; er war insbesondere seit der Übernahme der Herrschaft durch Rudolf Franz Erwein von Schönborn 1701 mit dem Schloss zusammen ausgebaut worden und trägt seither das Gepräge eines kleinen barocken Residenz- und Amtsstädtchens. Die innerhalb des Ortes eine Eckstellung einnehmende Vierflügelanlage des Schlosses bestimmt das T-förmige Straßengerüst; entlang der Südseite verläuft die Balthasar-Neumann-Straße, während die Ostseite die Richtung der Kanzleistraße (Straße nach Laub) angibt. Die Anschlussstelle der im Winkel aufeinander treffenden Straßenzüge ist vor der Ostfront des Schlosses zum architektonisch erhöhten Monumentalbezirk des Schlossplatzes erweitert: Dem gestreckten Fassadentrakt des Schlosses steht die in ihrem Westturm gipfelnde barocke Pfarrkirche von Balthasar Neumann gegenüber; die Umbauung wird durch die Bauten des Rat- und des Pfarrhauses vervollständigt, wobei eine zwischen Kirche und Pfarrhaus aufgestellte, überlebensgroße, bewegte Kreuzigungsgruppe die Platzgestalt mitbestimmt. Die Bautengruppe der Domanialkanzlei, die sogenannten Beamtenhäuser (Fasanenhof, Brauerei und Seehof) an der Ostseite der Kanzleistraße, wurde in den zwanziger Jahren des 18. Jahrhunderts erbaut; sie nahmen die Verwaltungsräume, Wohnungen und Ökonomieanlagen auf, die vor dem Umbau des Schlosses dort untergebracht waren. Auf der anderen Straßenseite begrenzt eine Mauer den zum Ensemble gehörigen – heute öffentlichen – Schlosspark. Dieser ursprünglich im 18. Jahrhundert angelegte Park wurde in der 1. Hälfte des 19. Jahrhunderts im englischen Stil umgewandelt und 1860 um die gesamte Flur Am Brühl erweitert, sodass er heute eine große, ungefähr rechteckig ummauerte Landschaftsgartenanlage bildet. Die Balthasar-Neumann-Straße ist durch eine Folge freistehender zweigeschossiger Walmdachhäuser geprägt; einige stammen aus dem 18. Jahrhundert, andere aus der Mitte des 19. Jahrhunderts, vielfach in Bruchsteinmauerwerk. Umgrenzung: Balthasar-Neumann-Straße 1–10, 12, 14, 16, 18, 20, 22, 24, 26, 28, Nestfellplatz 1–8, Schlossplatz 1, 2, 3, Schlosspark in der Umgrenzung Parkstraße mit Nr. 10 und Verbindung entlang Bach bis Viehtriebweg/Kanzleistraße/Schlossplatz, Kanzleistraße 2, 4, 6, 8. Aktennummer: E-6-75-178-1.

### Ensemble Marienplatz
Wiesentheid war 1682 zum Markt erhoben worden und hatte 1685 eine eigene Marktordnung erhalten. Der Marienplatz, wo sich früher der gemeindliche Tränkbrunnen befunden hat und auf dem der Pflanzenmarkt und die Jahrmärkte stattgefunden haben, repräsentiert den Marktort Wiesentheid. Er ist ein dreieckiger Platzraum, in dessen Mitte sich seit 1859 die neugotische Mariensäule nach Entwurf von Karl Alexander von Heideloff erhebt. Unter den zweigeschossigen Walmdachhäusern des 18./19. Jahrhunderts, die den Platz umgeben, ragt die Rokokofassade der Apotheke hervor; die großen Barockhöfe am Beginn der Sofienstraße sind für die Platzgestalt mitbestimmend. An der Nordwestseite wird der Platz durch einen störenden Neubau (Nr. 4) geschlossen. Umgrenzung: Marienplatz 1–5, 7, 9, 11, 13, 15, Bahnhofstraße 2, Eichgasse 3, Sophienstraße 2. Aktennummer: E-6-75-178-2.

### Ensemble Schönbornstraße
Der schnurgerade Straßenzug, der südlich des alten Ortskerns nach Osten führt, lässt deutlich seine planmäßige Anlage im Zuge der Straße nach Untersambach erkennen. Er bringt den Ausbau Wiesentheids als Residenzstadt des 18. Jahrhunderts zum Ausdruck und erinnert vor allem an die Regierungszeit von Josef Hugo Damian Erwein von Schönborn (1772–1806), der durch den Bau vieler neuer Straßen hervorgetreten war. Die relativ breite Straße besitzt vornehmlich eine offene zweigeschossige Bebauung von Walmdachhäusern und ist mit einer Akazienallee bepflanzt. Diese Wohnhäuser des späteren 18. und auch 19. Jahrhunderts heben sich von den repräsentativeren sogenannten Beamtenhäusern an der Kanzleistraße ab, die bereits zu Anfang des 18. Jahrhunderts in der Nähe des Schlosses entstanden waren. Umgrenzung: Schönbornstraße 1–12, 14, 16, 18, 20, 22, 24, 26, Erweinstraße 1, 2, Bahnhofstraße 3, 7. Aktennummer: E-6-75-178-3.

## Baudenkmäler nach Gemeindeteilen

### Wiesentheid
| Lage                                                   | Objekt                                              | Beschreibung | Akten-Nr.               | Bild           |
| ------------------------------------------------------ | --------------------------------------------------- | --- | ----------------------- | -------------- |
| Badergasse 4 (Standort)                                | Wohnhaus                                            | Halbwalmdachbau über gebrochenem Grundriss, mit geohrten Fensterrahmungen im Erdgeschoss, Fachwerkobergeschoss, 18./19. Jahrhundert                                                                     | D-6-75-178-2            | weitere Bilder |
| Bahnhofstraße 2 (Standort)                             | Sogenanntes Schlösschen                             | Zweigeschossiger Zweiflügelbau mit Giebelrisaliten, Neurenaissance, von Baumeister Hergenröther 1867–71                                                                                                 | D-6-75-178-7            | weitere Bilder |
| Bahnhofstraße 2 a (Standort)                           | Verbindungsbau                                      | Zweigeschossiger Bruchsteinbau mit Satteldach, geohrte Fenster- und Türrahmungen, bezeichnet „1869“, geschnitzte Holztür                                                                                | D-6-75-178-5            | weitere Bilder |
| Bahnhofstraße 2 a (Standort)                           | Wohnhaus                                            | Zweigeschossiger Zweiflügelbau mit Walmdach und verputztem Fachwerkobergeschoss, bezeichnet „1726“, zwei Nischenfiguren                                                                                 | D-6-75-178-3            | weitere Bilder |
| Bahnhofstraße 3 (Standort)                             | Sandsteinrelief                                     | Krönung Mariä, von Lucas van der Auwera 1767 | D-6-75-178-4            | weitere Bilder |
| Bahnhofstraße 5 a (Standort)                           | Hoftor                                              | Aus Sandstein mit Kugelaufsätzen, bezeichnet „1790“ | D-6-75-178-6            | weitere Bilder |
| Bahnhofstraße 7 (Standort)                             | Balkongitter                                        | Aus Schmiedeeisen, 18. Jahrhundert | D-6-75-178-8            | BW             |
| Bahnhofstraße 9 (Standort)                             | Hofanlage, Wohnhaus                                 | Eingeschossiges Walmdachhaus, bezeichnet „1742“ | D-6-75-178-9            | weitere Bilder |
| Bahnhofstraße 9 (Standort)                             | Hofanlage, Scheune                                  | Aus Bruchsteinmauerwerk mit Halbwalmdach | D-6-75-178-9            | weitere Bilder |
| Bahnhofstraße 11 (Standort)                            | Hofanlage, Wirtschaftsflügel                        | Mit Halbwalmdach, 18./19. Jahrhundert | D-6-75-178-9            | weitere Bilder |
| Balthasar-Neumann-Straße 2 (Standort)                  | Pietà                                               | Sandsteinfigur in einer Rundbogennische über der Eingangstür, 1841 | D-6-75-178-11           | weitere Bilder |
| Balthasar-Neumann-Straße 5 (Standort)                  | Wohnhaus                                            | Zweigeschossiger Walmdachbau mit geohrten Fenstern im Obergeschoss, bezeichnet „1770“ | D-6-75-178-12           | weitere Bilder |
| Balthasar-Neumann-Straße 5 (Standort)                  | Toreinfahrt                                         | Rundbogig, bezeichnet „1812“ | D-6-75-178-12           | weitere Bilder |
| Balthasar-Neumann-Straße 7 (Standort)                  | Wohn- und Geschäftshaus                             | Zweigeschossiger Mansarddachbau mit verputztem Fachwerkobergeschoss, 18. Jahrhundert | D-6-75-178-13           | weitere Bilder |
| Balthasar-Neumann-Straße 7 (Standort)                  | Hoftor                                              | Mit Vasenaufsätzen, 19. Jahrhundert | D-6-75-178-13           | weitere Bilder |
| Balthasar-Neumann-Straße 9 (Standort)                  | Wohnhaus                                            | Zweigeschossiger Mansarddachbau, 18. Jahrhundert | D-6-75-178-14           | weitere Bilder |
| Balthasar-Neumann-Straße 14 (Standort)                 | Rathaus                                             | Mansardwalmdachbau mit barocken Gliederungen und Dachreiter, 1741 | D-6-75-178-15           | weitere Bilder |
| Balthasar-Neumann-Straße 20 (Standort)                 | Kreissparkasse                                      | Klassizistischer Bau, Mitte 19. Jahrhundert | D-6-75-178-16           | weitere Bilder |
| Balthasar-Neumann-Straße 26 (Standort)                 | Gasthof                                             | Zweigeschossiger Mansardwalmdachbau mit Mittelresalit und Eckpilastern, zweite Hälfte 18. Jahrhundert                                                                                                   | D-6-75-178-17           | weitere Bilder |
| Balthasar-Neumann-Straße 26 (Standort)                 | Gasthof, Ausleger                                   | | D-6-75-178-17           | BW             |
| Geesdorfer Straße                                      | Bildstock                                           | Mit Marienkrönung, bezeichnet „1701“; nicht nachqualifiziert, im Bayerischen Denkmal-Atlas nicht kartiert                                                                                               | D-6-75-178-48           | BW             |
| Reupelsdorfer Weg                                      | Bildstocksäule                                      | Bezeichnet „1831“; nicht nachqualifiziert, im Bayerischen Denkmal-Atlas nicht kartiert | D-6-75-178-54           | BW             |
| Erlachsmühlenweg, am Weg zur Erlachmühle (Standort)    | Bildstock                                           | In geschwungenem Aufsatz ein Relief der Pietà, von schmiedeeisernem Kreuz bekrönt, bezeichnet „1772“ | D-6-75-178-56           | weitere Bilder |
| Erweinstraße 6 (Standort)                              | Gasthof                                             | Zweigeschossiger Mansarddachbau mit geohrten Fenstern, bezeichnet „1768“ | D-6-75-178-20           | weitere Bilder |
| Erweinstraße 6 (Standort)                              | Gasthof, barockes Hoftor                            | | D-6-75-178-20           | weitere Bilder |
| Erweinstraße 6a (Standort)                             | Gasthof, Nebengebäude                               | | D-6-75-178-20           | weitere Bilder |
| Feuerbacher Straße 1 (Standort)                        | Kreuzkapelle, gräfliche Gruftkapelle St. Jakob      | Zentralbau mit vier Kreuzarmen, 1687–1692, von Antonio Petrini für Johann Otto Graf von Dernbach als Oktogon, 1712 ff. erweitert durch Pater Nikolaus Loyson S. J. um vier Kreuzflügel; mit Ausstattung | D-6-75-178-46           | weitere Bilder |
| Großes Seeflurfeld, Feuerbacher Weg (Standort)         | Bildstock                                           | Auf einem Würfelsockel eine gefaste Stütze mit Aufsatz, Reliefs mit Brustbildern von Jesus und Maria, bezeichnet „1912“                                                                                 | D-6-75-178-50           | weitere Bilder |
| Hans-Zander-Weg 15 (Standort)                          | Bildstock                                           | Auf Würfelsockel eine Vierkantstütze mit Aufsatz, darauf ein Relief mit Marienkrönung, bezeichnet „1746“                                                                                                | D-6-75-178-24           | weitere Bilder |
| Jahnstraße 31, Straße nach Untersambach (Standort)     | Bildstock                                           | Würfelsockel, Viereckssäule und Aufsatz mit Marienkrönung und Kreuzigung, bezeichnet „1822“ | D-6-75-178-53           | weitere Bilder |
| Kanzleistraße 2, 4 (Standort)                          | Sogenannter Fasanenhof                              | Symmetrisch komponierte Baugruppe aus zwei Mansarddachbauten (Lage), 1725–29 | D-6-75-178-22           | weitere Bilder |
| Kanzleistraße 2, 4 (Standort)                          | Pfeilerportale                                      | (Lage) 1725–29 | D-6-75-178-22           | weitere Bilder |
| Kanzleistraße 2, 4 (Standort)                          | Sogenannter Fasanenhof                              | kleiner Mittelbau, 1725–29 | D-6-75-178-22           | weitere Bilder |
| Kanzleistraße 2, 4 (Standort)                          | Wirtschaftstrakte                                   | (Lage) | D-6-75-178-22           | weitere Bilder |
| Kanzleistraße 2, 4 (Standort)                          | Bruchsteinscheune                                   | | D-6-75-178-22           | weitere Bilder |
| Kanzleistraße 6 (Standort)                             | Sogenannter Seehof                                  | Mansarddachbau mit giebelbekröntem Mittelrisalit, 1723–25 von Johann Georg Seitz | D-6-75-178-23           | weitere Bilder |
| Kanzleistraße 6 (Standort)                             | Wirtschaftsgebäude                                  | | D-6-75-178-23 zugehörig | weitere Bilder |
| Kapellenweg; am Sportplatz (Standort)                  | Bildstock                                           | Aufsatz mit Relief des heiligen Sebastian, 18. Jahrhundert | D-6-75-178-47           | weitere Bilder |
| Kirchgasse 4 (Standort)                                | Bruchsteinmauer                                     | Mit rundbogigem Hoftor, Sandstein, bezeichnet „1725“ und Hoftorpfeiler, Sandstein, bezeichnet „1788“ | D-6-75-178-25           | weitere Bilder |
| Marienplatz (Standort)                                 | Mariensäule                                         | Neugotisch, von Karl Alexander von Heideloff, 1859–66 | D-6-75-178-29           | weitere Bilder |
| Marienplatz 7 (Standort)                               | Sogenanntes Templerhaus                             | Renaissancebau mit geschwungenen Giebeln, erste Hälfte 17. Jahrhundert | D-6-75-178-26           | weitere Bilder |
| Marienplatz 11 (Standort)                              | Hoftor                                              | Aus Sandstein mit Kugelaufsätzen, 19. Jahrhundert | D-6-75-178-27           | weitere Bilder |
| Marienplatz 13 (Standort)                              | Ehemalige Apotheke                                  | Zweigeschossiger Mansarddachbau mit barocken Gliederungen, Mitte 18. Jahrhundert | D-6-75-178-28           | weitere Bilder |
| Nähe Balthasar-Neumann-Straße, am Pfarrhaus (Standort) | Brunnen                                             | Neubarocker Brunnen als Kriegerdenkmal, bezeichnet „1870/71“ | D-6-75-178-10           | weitere Bilder |
| Nähe Nikolaus-Fey-Straße, vor dem Friedhof (Standort)  | Kreuzschlepper                                      | Anfang 20. Jahrhundert; Kopie, das Original befindet sich im Pfarrhaus in Tückenhausen bei Ochsenfurt                                                                                                   | D-6-75-178-33           | weitere Bilder |
| Nähe Prichsenstädter Straße (Standort)                 | Friedhof                                            | Torpfeiler, spätes 18. Jahrhundert | D-6-75-178-32           | weitere Bilder |
| Nähe Prichsenstädter Straße (Standort)                 | Friedhofskreuz                                      | bezeichnet „1730“ | D-6-75-178-32           | weitere Bilder |
| Neßtfellplatz 2 (Standort)                             | Wohnhaus                                            | Zweigeschossiger Mansarddachbau, unverputztes Bruchsteinmauerwerk, mit geohrten Fenster- und Türrahmungen, bezeichnet „1736“                                                                            | D-6-75-178-30           | weitere Bilder |
| Neßtfellplatz 8 (Standort)                             | Wohnhaus                                            | Sandsteinquaderbau mit Walmdach und reicher Barockfassade, Mitte 18. Jahrhundert | D-6-75-178-31           | weitere Bilder |
| Neßtfellplatz 8 (Standort)                             | Immaculata-Figur                                    | | D-6-75-178-31           | weitere Bilder |
| Neßtfellplatz 9 (Standort)                             | Sogenannter Schönborn-Saal                          | Saalbau mit Satteldach und Anbau, Veranstaltungssaal mit Pilastern, kassettierter Stuckdecke, Bühne und Empore, 1926/27                                                                                 | D-6-75-178-93           | weitere Bilder |
| Parkstraße (Standort)                                  | Nepomuk-Figur                                       | Sandsteinfigur auf rechteckigem klassizistischem Sockel bezeichnet „1893“ | D-6-75-178-18           | weitere Bilder |
| Parkstraße 9 (Standort)                                | Wohnhaus                                            | eingeschossiger Satteldachbau mit Zierfachwerkgiebel, um 1700 | D-6-75-178-1            | weitere Bilder |
| Parkstraße 10 (Standort)                               | Wohnhaus                                            | Zweigeschossiger Walmdachbau aus Bruchsteinmauerwerk mit geohrten Fenster- und Türrahmungen, 18./19. Jahrhundert                                                                                        | D-6-75-178-34           | weitere Bilder |
| oberhalb des Sportplatzes                              | Prozessionsaltar                                    | Bezeichnet „1767“; nicht nachqualifiziert | D-6-75-178-49           | BW             |
| Reupelsdorfer Weg, Gartenstraße (Standort)             | Bildstock                                           | Mit Darstellung der Dreifaltigkeit mit Maria Himmelfahrt, bezeichnet „1816“ | D-6-75-178-51           | weitere Bilder |
| Reupelsdorfer Weg (Standort)                           | Bildstock                                           | Giebelartiger Aufsatz mit Relief der Pietà aus Keramik in Rundbogennische, bezeichnet „1760“ | D-6-75-178-55           | BW             |
| Schlossplatz (Standort)                                | Kreuzigungsgruppe                                   | Monumentalgruppe aus Sandstein, von Lukas Anton van der Auwera, bezeichnet „1766“ | D-6-75-178-38           | weitere Bilder |
| Schlossplatz 1 (Standort)                              | Schönbornsches Schloss, ehemals Castellscher Besitz | Vierflügelanlage mit runden Ecktürmen, 1576–1600 unter Einbeziehung des älteren sogenannten Fuchsbaus (1576), 1708–24 im barocken Sinn umgestaltet                                                      | D-6-75-178-35           | weitere Bilder |
| Schlossplatz 1 (Standort)                              | Parkanlagen                                         | 1826-41 anglisiert, Einfriedungsmauern mit Toren | D-6-75-178-35           | weitere Bilder |
| Schlossplatz 1, südlich des Schlosses (Standort)       | Parktor                                             | Um 1760 | D-6-75-178-35           | weitere Bilder |
| Schlossplatz 2 (Standort)                              | Pfarrhaus                                           | Zweigeschossiger Massivbau mit hohem Walmdach und barocken Gliederungen, 1721 | D-6-75-178-36           | weitere Bilder |
| Balthasar-Neumann-Straße 1a, an Gartenmauer (Standort) | Kreuzschlepper                                      | Bezeichnet „1680“ | D-6-75-178-36 zugehörig | weitere Bilder |
| Schlossplatz 4 (Standort)                              | Katholische Pfarrkirche St. Mauritius               | Saalbau mit Turmfassade und Mansarddach, von Johann Georg Seitz, 1727–1732, unter Beteiligung von Balthasar Neumann; mit Ausstattung                                                                    | D-6-75-178-37           | weitere Bilder |
| Schönbornstraße 3 (Standort)                           | Wohnhaus                                            | Zweigeschossiger Mansarddachbau im Kern 18. Jahrhundert, im 20. Jahrhundert umgestaltet | D-6-75-178-39           | weitere Bilder |
| Schönbornstraße 25 (Standort)                          | Wohnhaus                                            | Zweigeschossiger Walmdachbau, erste Hälfte 19. Jahrhundert | D-6-75-178-40           | weitere Bilder |
| Sophienstraße 2 (Standort)                             | Barockportal                                        | Geohrter Türrahmen mit gesprengtem Segmentgiebel, bezeichnet „1725“ | D-6-75-178-41           | BW             |
| Sophienstraße 8 (Standort)                             | Wirtshausschild                                     | Mit Doppeladler, 18. Jahrhundert | D-6-75-178-42           | weitere Bilder |
| Sophienstraße 10 (Standort)                            | Wohnhaus                                            | Zweigeschossiger traufseitiger Satteldachbau, Erdgeschoss mit barocken Rahmungen, bezeichnet „1726“ | D-6-75-178-43           | weitere Bilder |
| Sophienstraße 10 (Standort)                            | Hoftor                                              | Mit Pietà, bezeichnet „1728“ | D-6-75-178-43           | weitere Bilder |
| Sophienstraße 13 (Standort)                            | Steinerne Pforte                                    | Mit Kugelaufsatz, bezeichnet „1797“ | D-6-75-178-44           | weitere Bilder |
| Sophienstraße 14 (Standort)                            | Türrahmung                                          | Geohrt, bezeichnet „1798“ | D-6-75-178-45           | weitere Bilder |
| Viehtrieb; Flur „Schlossgartenläng“ (Standort)         | Bildstock                                           | Auf niedrigem Sockel ein gedrungener Pfeiler mit giebelförmigem Aufsatz, darin Pietà, bezeichnet „1921“                                                                                                 | D-6-75-178-52           | BW             |

### Feuerbach
| Lage                                | Objekt | Beschreibung | Akten-Nr.     | Bild           |
| ----------------------------------- | --- | --- | ------------- | -------------- |
| Kleinlangheimer Straße 5 (Standort) | Türsturz der Hofpforte | Mit Pinienzapfen, bezeichnet „1784“ | D-6-75-178-81 | BW             |
| Schwarzacher Straße 18 (Standort)   | Evangelisch-lutherische Pfarrkirche, ehemaliges Rathaus                                                                           | Walmdachbau mit Dachreiter, verputztes Fachwerkobergeschoss mit geohrten Fenstern, 1751, im Erdgeschoss Rundbogenfenster und Betsaal, 1874; mit Ausstattung | D-6-75-178-57 | weitere Bilder |
| Schwarzacher Straße 27 (Standort)   | In die Friedhofsmauer integriertes Denkmal mit Inschriftentafeln zum Gedenken an Gefallene des Ersten und des Zweiten Weltkrieges | Kalkstein, um 1925 | D-6-75-178-82 | weitere Bilder |
| Schwarzacher Straße 30 (Standort)   | Bauernhof, Wohnstallhaus | Mit Walmdach, Bruchsteinmauerwerk, Pforte bezeichnet „1807“                                                                                                 | D-6-75-178-58 | weitere Bilder |
| Schwarzacher Straße 30 (Standort)   | Bauernhof, Scheune | Bezeichnet „1833“ | D-6-75-178-58 | BW             |
| Schwarzacher Straße 30 (Standort)   | Bauernhof, Nebengebäude und Obstdarre                                                                                             | | D-6-75-178-58 | weitere Bilder |

### Geesdorf
| Lage                                                                     | Objekt                               | Beschreibung | Akten-Nr.     | Bild           |
| ------------------------------------------------------------------------ | ------------------------------------ | --- | ------------- | -------------- |
| Flürleinstraße (Standort)                                                | Bildstock                            | Auf kubischem Sockel mit abgeschrägtem Tisch und sich verjüngender, quadratischer Säule, eine Bildtafel mit der Darstellung des heiligen Georg, bezeichnet „17(...)8“ | D-6-75-178-61 | weitere Bilder |
| Rüderner Straße 15 (Standort)                                            | Ehemals Wohnstallhaus, dann Gasthaus | Eingeschossiger Mansarddachbau aus Bruchsteinmauerwerk, 1809 (dendro.dat.), Umbau um 1900                                                                             | D-6-75-178-60 | weitere Bilder |
| Rüderner Straße 15 (Standort)                                            | Hoftor                               | klassizistisch, letztes Viertel 18. Jh., erneuert 1927 | D-6-75-178-60 | weitere Bilder |
| Rüderner Straße 23 (Standort)                                            | Katholische Filialkirche St. Andreas | Kleiner neugotischer Saalbau mit Dachreiter, zweite Hälfte 19. Jahrhundert                                                                                            | D-6-75-178-59 | weitere Bilder |
| Staatsstraße 2272; Straße nach Wiesentheid (Standort)                    | Bildstock                            | Mit Kreuzigung und Dreifaltigkeit, bezeichnet „1875“ | D-6-75-178-62 | BW             |
| Untersambacher Weg, am Ortsende an der Straße nach Geiselwind (Standort) | Bildstock                            | Sandstein, mit Marienkrönung und 14 Nothelfern, bezeichnet „1720“(26?)                                                                                                | D-6-75-178-84 | weitere Bilder |

### Reupelsdorf
| Lage                                                                                                | Objekt                                | Beschreibung | Akten-Nr.     | Bild           |
| --------------------------------------------------------------------------------------------------- | ------------------------------------- | --- | ------------- | -------------- |
| Bärenbach (Standort)                                                                                | Bildstockaufsatz                      | Sandstein, mit Relief von Kreuzigung und Lamm Gottes, bezeichnet „1623“ (auf modernem Sockel mit Pfeiler)                                                                                     | D-6-75-178-86 | BW             |
| Hägäcker; an der Straße nach Dimbach (Standort)                                                     | Bildstock                             | Pfeiler aus verputztem Mauerwerk mit vierseitigem Bildaufsatz aus Sandstein mit Reliefs der Marienkrönung, heiliger Sebastian, Himmelskönigin mit Kind und Kreuzigung, 18. Jahrhundert        | D-6-75-178-72 | weitere Bilder |
| Hauptstraße 10 (Standort)                                                                           | Gasthaus                              | Zweigeschossiger giebelständiger Halbwalmdachbau, verputztes Bruchsteinmauerwerk, Fachwerkgiebel, bezeichnet „1827“                                                                           | D-6-75-178-64 | weitere Bilder |
| Hauptstraße 10 (Standort)                                                                           | Hoftor                                | | D-6-75-178-64 | weitere Bilder |
| Hauptstraße 23 (Standort)                                                                           | Steinkreuz                            | Aus Sandstein, in die Grundstücksmauer eingemauert, verbreiterter Fuß und gekürzter Kopf, mit Inschrift und bezeichnet „1731“                                                                 | D-6-75-178-65 | BW             |
| Hauptstraße 26; in der ehemaligen Gemeindescheune (Standort)                                        | Bildstock                             | Mit Kreuzigung, bezeichnet „1625“ | D-6-75-178-76 | BW             |
| Hauptstraße 29 (Standort)                                                                           | Katholische Pfarrkirche St. Sebastian | Chorturmkirche, Turmuntergeschosse spätgotisch, Obergeschoss von 1610, Langhaus 1723–1724; mit Ausstattung                                                                                    | D-6-75-178-67 | weitere Bilder |
| Hauptstraße 37 (Standort)                                                                           | Fußgängerpforte                       | Bezeichnet „1807“ | D-6-75-178-68 | weitere Bilder |
| Hauptstraße 37 (Standort)                                                                           | Immaculata                            | 18. Jahrhundert | D-6-75-178-68 | weitere Bilder |
| Hauptstraße 39 (Standort)                                                                           | Wohnhaus                              | Zweigeschossiger Bruchsteinbau mit Walmdach, umlaufendes Geschossgesims und Eckpilaster, um 1800                                                                                              | D-6-75-178-69 | weitere Bilder |
| Hauptstraße 40 (Standort)                                                                           | Bauernhaus                            | Eingeschossiger giebelständiger Mansardwalmdachbau aus Bruchsteinmauerwerk, frühes 19. Jahrhundert                                                                                            | D-6-75-178-70 | BW             |
| Hauptstraße 40 (Standort)                                                                           | Hoftor                                | | D-6-75-178-70 | BW             |
| Muckenrot; am Feldweg nach Eichfeld (Standort)                                                      | Bildstock                             | Pfeiler aus verputztem Ziegelmauerwerk mit vierseitigem Bildaufsatz aus Sandstein mit Kreuz, Reliefs der Marienkrönung, heiligem Sebastian, Himmelskönigin und 14 Nothelfern, 18. Jahrhundert | D-6-75-178-73 | BW             |
| Nähe Sebastiansweg; in der Aussegnungshalle (Standort)                                              | Kruzifix                              | Wohl 16./17. Jahrhundert | D-6-75-178-83 | weitere Bilder |
| Weichseläcker; an der Straße nach Wiesentheid (Standort)                                            | Bildstock                             | Aus Sandstein, einfacher Sockel, Säule, Aufsatz mit Kreuzigung, an den Schmalseiten Figuren, Inschrift rückseitig, bezeichnet „1621“                                                          | D-6-75-178-74 | weitere Bilder |
| Wiesentheider Straße, an der Straße nach Wiesentheid, bei Waldabteilung Weißmarterschlag (Standort) | Bildhäuschen                          | Bezeichnet „1858“ | D-6-75-178-75 | BW             |
| Zur Fuchsenmühle, vor dem Friedhof (Standort)                                                       | Bildstock                             | Sockel mit Säule und Aufsatz mit Relief des Kreuzschleppers, 19. Jahrhundert | D-6-75-178-71 | weitere Bilder |

### Untere Papiermühle
| Lage                                                     | Objekt                                    | Beschreibung                                                        | Akten-Nr.     | Bild                                   |
| -------------------------------------------------------- | ----------------------------------------- | ------------------------------------------------------------------- | ------------- | -------------------------------------- |
| Untere Papiermühle 1; Nähe Untere Papiermühle (Standort) | Ehemalige Papiermühle, heute Bauernhof    | Eingeschossiger Halbwalmdachbau, Bruchstein, frühes 19. Jahrhundert | D-6-75-178-77 | Ehemalige Papiermühle, heute Bauernhof |
| Untere Papiermühle 1; Nähe Untere Papiermühle (Standort) | Ehemalige Papiermühle, zugehörige Scheune |                                                                     | D-6-75-178-77 | BW                                     |
| Untere Papiermühle 1; Nähe Untere Papiermühle (Standort) | Ehemalige Papiermühle, Keller             |                                                                     | D-6-75-178-77 | BW                                     |

### Untersambach
| Lage                                          | Objekt                               | Beschreibung | Akten-Nr.     | Bild           |
| --------------------------------------------- | ------------------------------------ | --- | ------------- | -------------- |
| Bachgasse 6 (Standort)                        | Katholische Filialkirche St. Barbara | Kleiner Saalbau mit polygonalem Chorabschluss und Dachreiter, bezeichnet „1771“; mit Ausstattung Östlicher Anbau, 1954 | D-6-75-178-78 | weitere Bilder |
| Mühltanne; Straße nach Wiesentheid (Standort) | Pyramidenbildstock                   | Aus Sandstein, auf quadratischem Sockel aufgesetzte Pyramide, Darstellung der 14 Nothelfer, bezeichnet „1839“          | D-6-75-178-80 | BW             |
| Sambachstraße 8 (Standort)                    | Hoftor                               | Mit Bandelwerk und Pinienzapfenaufsätzen, Sandstein, bezeichnet „1763“                                                 | D-6-75-178-79 | BW             |

## Ehemalige Baudenkmäler
| Lage                                                  | Objekt           | Beschreibung    | Akten-Nr.     | Bild             |
| ----------------------------------------------------- | ---------------- | --------------- | ------------- | ---------------- |
| Reupelsdorf Hauptstraße 29, vor der Kirche (Standort) | Immaculatastatue | 18. Jahrhundert | D-6-75-178-67 | Immaculatastatue |